# Jenni Maria Dahlman

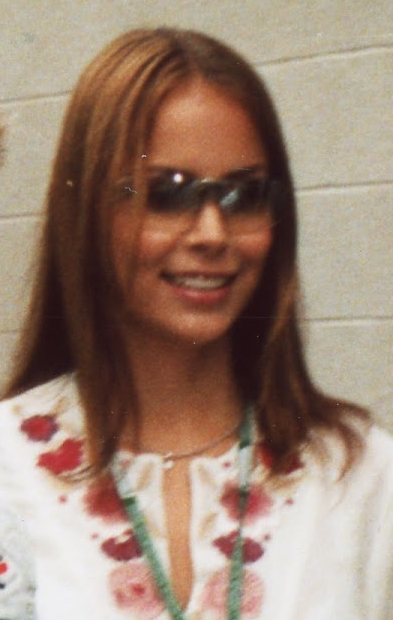
Jenni Maria Dahlman in 2002

Jenni Maria Dahlman (Piikkiö, 27 oktober 1981) is een Finse amazone en werd in 2000 verkozen tot Miss Finland en Miss Scandinavië. Ze is vooral bekend als de voormalige (2004-2014) echtgenote van Formule 1-wereldkampioen Kimi Räikkönen. Het paar trouwde op 31 juli 2004 in het kasteel van Hämeenlinna.